# Penguin Cafe Orchestra (album)
Penguin Cafe Orchestra è il secondo album del gruppo Penguin Cafe Orchestra. Registrato tra il 1977 e il 1980, l'album fu pubblicato nel 1981.

## Tracce
Tutti i brani sono di Simon Jeffes, tranne dove indicato.
1. Air à Danser – 4:30
2. Yodel 1 – 4:07
3. Telephone and Rubber Band – 2:28
4. Cutting Branches for a Temporary Shelter – 3:09 (tradizionale dello Zimbabwe)
5. Pythagoras's Trousers – 3:18
6. Numbers 1-4 – 6:57
7. Yodel 2  – 4:34
8. Salty Bean Fumble – 2:11
9. Paul's Dance  – 1:45 (Simon Jeffes/Steve Nye)
10. The Ecstasy of Dancing Fleas – 4:01
11. Walk Don't Run  – 3:01 (Johnny Smith)
12. Flux – 1:48
13. Simon's Dream – 1:48
14. Harmonic Necklace – 1:12
15. Steady State – 3:36